# 明挖回填式隧道

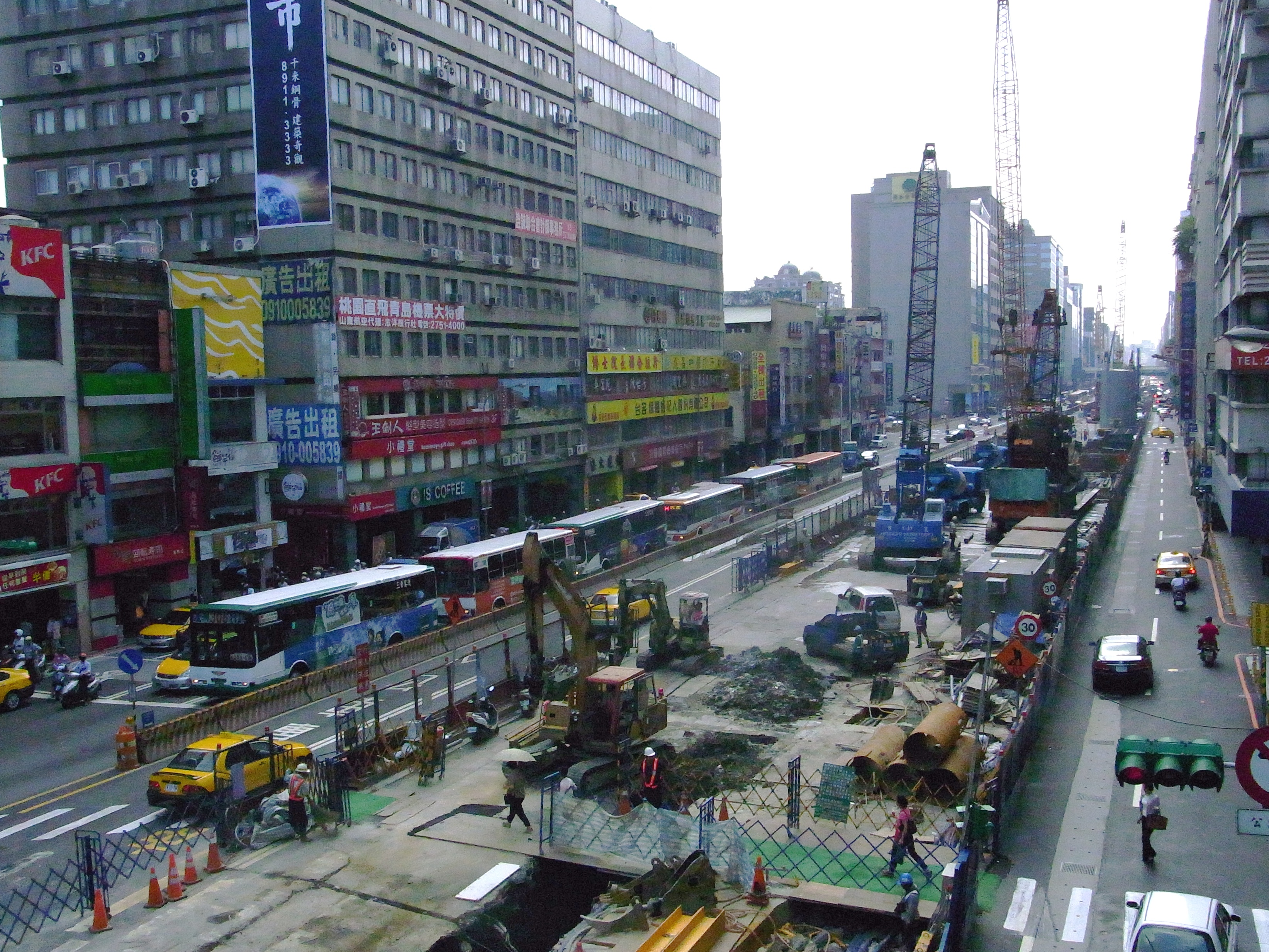
明挖回填法的案例——台北捷運松山線。

明挖回填式隧道是建造隧道的工法之一，因為施工法是先在地面向下挖掘坑道，再將地面回填得名。這種方法適用在建造地底隧道，配合臨時填海可用作建造海底隧道。

## 建造程序

1967年9月20日，美国间谍卫星日冕卫星KH-4B拍摄的照片显示，北京地铁一期工程路线采用全明挖回填式建造。

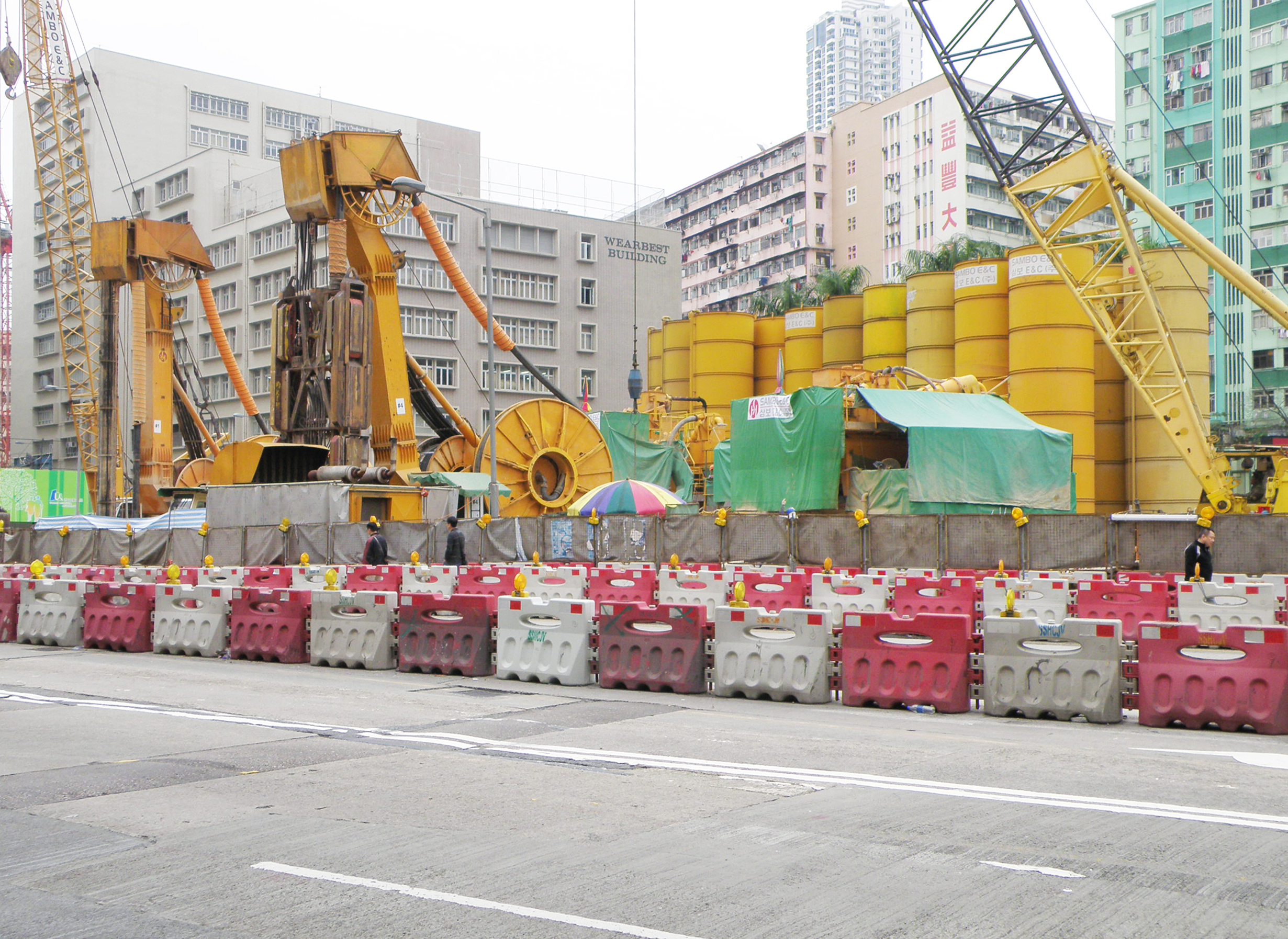
正挖掘隔牆坑道的港鐵土瓜灣站地盤

### 地底隧道
由下而上的建築方法：
1. 挖掘淺型坑道
2. 建造隧道底部
3. 底部的工程完成，路面被復修
4. 挖掘機器在底部的通道進入
5. 繼續進行主要的挖掘工序
6. 建造隧道頂部

由上而下的建築方法：
1. 挖掘淺型坑道
2. 建造隧道頂部
3. 頂部的工程完成，路面被復修
4. 挖掘機器在頂部的通道進入
5. 繼續進行主要的挖掘工序
6. 建造隧道底部

### 海底隧道
1. 作臨時填海
2. 臨時填海的土地作為臨時施工平台
3. 平台上安裝垂直隔牆
4. 挖去垂直隔牆之間的泥土
5. 安裝跨樑去支撐隔牆
6. 挖掘到隧道水平
7. 興建隧道
8. 隧道工程完工後，隧道以上的空間將會回填到原來的海床水平
9. 移除臨時填海及海堤
10. 完成隧道和修復海床原貌

## 優點與缺點

### 優點
- 成本低於鑽挖
- 施工費時較短
- 崩塌或沉降風險低

### 缺點
- 對地面交通及居民的干擾較大
- 噪音大
- 建造海底隧道影響航道及需要填海
- 無法在有建物的土地施工，如果無法拆除建物就只能在道路或空地施工，地點限制多。

## 臨時填海的替代方法
- 圍堰